# Singly na prvním místě v roce 2005 (USA)
Jedničky hitparády Hot 100 za rok 2005 podle časopisu Billboard.
| Issue Date    | Song                    | Artist                          |
| 1. ledna      | "Let Me Love You"       | Mario                           |
| 8. ledna      | "Let Me Love You"       | Mario                           |
| 15. ledna     | "Let Me Love You"       | Mario                           |
| 22. ledna     | "Let Me Love You"       | Mario                           |
| 29. ledna     | "Let Me Love You"       | Mario                           |
| 5. února      | "Let Me Love You"       | Mario                           |
| 12. února     | "Let Me Love You"       | Mario                           |
| 19. února     | "Let Me Love You"       | Mario                           |
| 26. února     | "Let Me Love You"       | Mario                           |
| 5. března     | "Candy Shop"            | 50 Cent featuring Olivia        |
| 12. března    | "Candy Shop"            | 50 Cent featuring Olivia        |
| 19. března    | "Candy Shop"            | 50 Cent featuring Olivia        |
| 26. března    | "Candy Shop"            | 50 Cent featuring Olivia        |
| 2. dubna      | "Candy Shop"            | 50 Cent featuring Olivia        |
| 9. dubna      | "Candy Shop"            | 50 Cent featuring Olivia        |
| 16. dubna     | "Candy Shop"            | 50 Cent featuring Olivia        |
| 23. dubna     | "Candy Shop"            | 50 Cent featuring Olivia        |
| 30. dubna     | "Candy Shop"            | 50 Cent featuring Olivia        |
| 7. května     | "Hollaback Girl"        | Gwen Stefani                    |
| 14. května    | "Hollaback Girl"        | Gwen Stefani                    |
| 21. května    | "Hollaback Girl"        | Gwen Stefani                    |
| 28. května    | "Hollaback Girl"        | Gwen Stefani                    |
| 4. června     | "We Belong Together"    | Mariah Carey                    |
| 11. června    | "We Belong Together"    | Mariah Carey                    |
| 18. června    | "We Belong Together"    | Mariah Carey                    |
| 25. června    | "We Belong Together"    | Mariah Carey                    |
| 2. července   | "Inside Your Heaven"    | Carrie Underwood                |
| 9. července   | "We Belong Together"    | Mariah Carey                    |
| 16. července  | "We Belong Together"    | Mariah Carey                    |
| 23. července  | "We Belong Together"    | Mariah Carey                    |
| 30. července  | "We Belong Together"    | Mariah Carey                    |
| 6. srpna      | "We Belong Together"    | Mariah Carey                    |
| 13. srpna     | "We Belong Together"    | Mariah Carey                    |
| 20. srpna     | "We Belong Together"    | Mariah Carey                    |
| 27. srpna     | "We Belong Together"    | Mariah Carey                    |
| 3. září       | "We Belong Together"    | Mariah Carey                    |
| 10. září      | "We Belong Together"    | Mariah Carey                    |
| 17. září      | "Gold Digger"           | Kanye West featuring Jamie Foxx |
| 24. září      | "Gold Digger"           | Kanye West featuring Jamie Foxx |
| 1. října      | "Gold Digger"           | Kanye West featuring Jamie Foxx |
| 8. října      | "Gold Digger"           | Kanye West featuring Jamie Foxx |
| 15. října     | "Gold Digger"           | Kanye West featuring Jamie Foxx |
| 22. října     | "Gold Digger"           | Kanye West featuring Jamie Foxx |
| 29. října     | "Gold Digger"           | Kanye West featuring Jamie Foxx |
| 5. listopadu  | "Gold Digger"           | Kanye West featuring Jamie Foxx |
| 12. listopadu | "Gold Digger"           | Kanye West featuring Jamie Foxx |
| 19. listopadu | "Gold Digger"           | Kanye West featuring Jamie Foxx |
| 26. listopadu | "Run It!"               | Chris Brown                     |
| 3. prosince   | "Run It!"               | Chris Brown                     |
| 10. prosince  | "Run It!"               | Chris Brown                     |
| 17. prosince  | "Run It!"               | Chris Brown                     |
| 24. prosince  | "Run It!"               | Chris Brown                     |
| 31. prosince  | "Don't Forget About Us" | Mariah Carey                    |